# Indigofera secundiflora
Indigofera secundiflora är en ärtväxtart som beskrevs av Jean Louis Marie Poiret. Indigofera secundiflora ingår i släktet indigosläktet, och familjen ärtväxter. Inga underarter finns listade i Catalogue of Life.